# Prawosławne arcybiskupstwo Ochrydzkie
Prawosławne arcybiskupstwo Ochrydzkie (mac. Православна Охридска Архиепископија) – prawosławne arcybiskupstwo mające status autonomicznego Kościoła, pozostające w jurysdykcji Serbskiego Kościoła Prawosławnego. Jest uznawane za kanoniczny Kościół przez wszystkie inne kanoniczne Cerkwie. Działa na terytorium Macedonii Północnej. Nie jest uznawane przez macedońską Komisję Religii Państwowych, która stoi na stanowisku, że wyznawcy jednej religii powinni należeć tylko do jednej struktury kościelnej, w tym wypadku Macedońskiego Kościoła Prawosławnego, uważanego przez inne Kościoły za niekanoniczny od czasu jednostronnego ogłoszenia przezeń autokefalii w 1967 do 2022 roku.

## Historia
W 2002 Macedoński Kościół Prawosławny podjął próbę uporządkowania swojej sytuacji w czasie spotkania z przedstawicielami macierzystego Serbskiego Kościoła Prawosławnego w Niš. Spotkanie zakończyło się podpisaniem wspólnego dokumentu, który miał zakończyć rozłam. Macedoński Kościół Prawosławny miał zrezygnować z autokefalii i zaakceptować status autonomicznego arcybiskupstwa Ochrydy. Jego sygnatariusze z ramienia Macedońskiego Kościoła Prawosławnego zostali jednak ostro skrytykowani przez innych biskupów niekanonicznego Kościoła, niższy kler oraz wiernych. Ostatecznie, mimo krótkotrwałej obrony dokumentu przez biskupów, którzy go podpisali, Synod Macedońskiego Kościoła Prawosławnego odrzucił dokument.
Patriarcha Serbskiego Kościoła Prawosławnego wezwał wiernych macedońskich do opuszczenia struktur niekanonicznego Kościoła, na co odpowiedział pozytywnie jedynie metropolita Wełesu i Powardaria Jan, który podpisał dokument, w którym razem ze swoją metropolią przechodził pod jurysdykcję patriarchy Serbii. W 2003 powstało arcybiskupstwo ochrydzkie i jego najwyższy organ – Święty Synod, któremu przewodniczył metropolita Jan z tytułem egzarchy ochrydzkiego. W momencie podpisania aktu jedności kanonicznej metropolita Jan został zatrzymany przez policję i zmuszony do opuszczenia rezydencji metropolity Wełesie. W podobny sposób władze Macedonii potraktowały cztery męskie wspólnoty monastyczne w 2004. Władze Macedonii formalnie poparły wówczas Macedoński Kościół Prawosławny jako jedyną legalną instytucję kościelną związaną z prawosławiem na terytorium Macedonii Sytuacją arcybiskupstwa ochrydzkiego zainteresowały się wówczas organizacje broniące praw człowieka.
W październiku 2004 policja macedońska zniszczyła monaster w Nižepolu uznający jurysdykcję arcybiskupstwa. Oficjalną przyczyną tej decyzji był fakt, że budynek zbudowano bez potrzebnych zezwoleń. Przedstawiciele arcybiskupstwa twierdzą ponadto, że z szykanami spotykali się również wierni, którzy zadeklarowali poparcie dla zjednoczenia z patriarchatem Serbii.
24 maja 2005, decyzją patriarchy Serbii zwierzchnik arcybiskupstwa ochrydzkiego nosi tytuł arcybiskupa ochrydzkiego i metropolity Skopje, zaś arcybiskupstwo otrzymało autonomię kościelną.
W czerwcu 2005 metropolita Jan został aresztowany w czasie przekraczania granicy grecko-macedońskiej, a następnie skazany na 18 miesięcy więzienia za podżeganie do nienawiści i nietoleracji na tle rasowym, etnicznym i religijnym. Za dowody w sprawie uznano fakt objęcia przez niego stanowiska egzarchy ochrydzkiego, odprawiania nabożeństwa i konsekracji biskupów oraz opublikowania w kalendarzu cerkiewnym tekstu krytycznego wobec Macedońskiego Kościoła Prawosławnego. Po 220 dniach Sąd Najwyższy uznał część zarzutów za niekonstytucyjne i skrócił wyrok do ośmiu miesięcy. W drugim procesie metropolita został skazany na dwa lata więzienia, w którym ostatecznie spędził 256 dni. Powtarzały się przypadki aktów wandalizmu w cerkwiach, pobicia i próby zastraszenia duchownych Arcybiskupstwa Ochrydzkiego.
Wydarzenia w Macedonii były konsekwentnie potępiane przez instytucje międzynarodowe. Amnesty International uznała uwięzionego metropolitę za więźnia sumienia. Uwolnienia metropolity domagali się patriarcha konstantynopolitański Bartłomiej, patriarcha moskiewski Cyryl (jeszcze jako biskup, w imieniu Cerkwi rosyjskiej), przedstawiciele monasterów Góry Athos, a także papież Benedykt XVI. Ostatecznie metropolita opuścił więzienie w kwietniu 2007. Pod koniec 2011 został ponownie uwięziony; odzyskał wolność w lutym 2015.

## Struktura
W skład Świętego Synodu biskupów arcybiskupstwa ochrydzkiego, który swoje pierwsze posiedzenie odbył 23 grudnia 2003, wchodzą:
- Jan (Wraniszkowski), arcybiskup Ochrydy i metropolita Skopje, locum tenens metropolii Veles i doliny Wardaru,
- Joachim (Jowczewski), biskup Połoga i Kumanova, locum tenens eparchii Debara i Kiceva,
- Marek (Kimew), biskup Bregalnicy, locum tenens Bitoli,
- Dawid (Ninow), biskup Stobi, locum tenens Strumicy.

Na terenie arcybiskupstwa działa żeński monaster św. Jana Złotoustego w Bitoli.
Językiem liturgicznym arcybiskupstwa jest cerkiewnosłowiański.